# Calligonum intertextum
Calligonum intertextum är en slideväxtart som beskrevs av Rech. f. & Schiman-czeika. Calligonum intertextum ingår i släktet Calligonum och familjen slideväxter. Inga underarter finns listade i Catalogue of Life.